# Средние Кирмени
Средние Кирмени — село в Мамадышском районе Татарстана. Административный центр Среднекирменского сельского поселения.

## География
Находится на реке Кирмянка приблизительно в 18 км к западу от районного центра города Мамадыш, севернее автомобильной дороги М7 «Волга». К юго-востоку от села находится Кирменское городище.

## История
Известно с 1680 года. В начале XX века уже было 2 мечети.
В «Списке населенных мест по сведениям 1859 года», изданном в 1866 году, населённый пункт упомянут как казённая деревня Средние Кирмени (Татарские Кирмени) 2-го стана Мамадышского уезда Казанской губернии. Располагалась при речке Кирменке, по правую сторону 1-го Чистопольского торгового тракта, в 20 верстах от уездного города Мамадыша и в 20 верстах от становой квартиры в казённой деревне Ахманова (Ишкеево). В деревне, в 90 дворах жили 575 человек (278 мужчин и 297 женщин), была мечеть.

## Население
Постоянных жителей было: в 1782 году — 107 душ мужcкого пола, в 1859—566, в 1897—1202, в 1908—1378, в 1920—1394, в 1926—1312, в 1938—1219, в 1949—850, в 1958—819, в 1970—876, в 1979—682, в 1989—542, в 2002 году 476 (татары 100 %), в 2010 году 412.
| 2013 |
| ---- |
| 391  |